# شرکت والت دیزنی
شرکت والت دیزنی (به انگلیسی: The Walt Disney Company) که عموماً تحت نام دیزنی (disney) شناخته می‌شود، یک شرکت و رسانه‌ای گروهی چندملیتی آمریکایی است، که به‌عنوان یکی از بزرگ‌ترین شرکت‌های رسانه‌ای و سرگرمی جهان شناخته می‌شود. دفتر مرکزی شرکت والت دیزنی و استودیوی اصلی آن در شهر بربنک، کالیفرنیا قرار دارد.
این شرکت در۶ اکتبر۱۹۳۳ توسط والت دیزنی و با مشارکت برادرش روی اولیور دیزنی، در قالب یک استودیو کوچک برای ساخت پویانمایی تحت نام «شرکت انیمیشن برادران دیزنی» تأسیس شد. شرکت والت دیزنی به سرعت توسعه پیدا کرد و به یکی از بزرگ‌ترین استودیوهای هالیوود تبدیل شد.
این شرکت امروزه مالک ۱۴ شهربازی، صاحب ۷۳ درصد سهام نشنال جئوگرافیک، شمار بسیاری شبکه تلویزیونی از جمله ای‌بی‌سی، شبکه دیزنی، ای‌اس‌پی‌ان و شبکه رسانه‌ای فاکس است. همچنین شرکت‌ها و استودیوهای تابعه و زیرمجموعه این شرکت، والت دیزنی پیکچرز، استودیو انیمیشن والت دیزنی، پیکسار، مارول اینترتینمنت، مارول استودیوز، لوکاس فیلم، هولو، میرامکس، فاکس قرن بیستم، فاکس ۲۰۰۰ پیکچرز، فاکس سرچلایت پیکچرز و بلو اسکای استودیوز می‌باشد.
این شرکت یکی از اعضای میانگین صنعتی داو جونز است. در ۱۴ دسامبر ۲۰۱۷ شرکت والت دیزنی بخش عمده‌ای از فاکس قرن ۲۱ را به ارزش ۵۲٫۴ میلیارد دلار خریداری کرد.
دیزنی به عنوان یکی از پر درآمدترین شرکت‌های جهان شناخته شده و از نظر درآمد، رتبه ۵۳ را در لیست پر درآمدترین شرکت‌های ایالات متحده در فرچون ۵۰۰ به‌دست آورده‌است. از زمان تأسیس، این شرکت برنده ۱۳۵ جایزه اسکار شده که ۲۶ مورد از آن‌ها به والت تعلق گرفته‌است.

## تاریخچه

### ۱۹۲۳–۱۹۲۸: دوران تأسیس و فیلم صامت
در سال ۱۹۲۳، والت دیزنی، یک پویانما در کانزاس‌سیتی، میزوری، یک فیلم کوتاه با عنوان سرزمین عجایب آلیس ایجاد کرد که در آن بازیگر کودک ویرجینیا دیویس با شخصیت‌های متحرک ارتباط داشت. پس از ورشکستگی شرکت پیشین خود استودیو لف-او-گرم، استودیوی دیزنی به هالیوود نقل مکان کرد تا به برادرش روی اولیور دیزنی بپیوندد. یک توزیع‌کننده فیلم به نام مارگارت جی. وینکلر از «وینکلر پروداکشنز»  با والت دیزنی تماس گرفت و قصد داشت مجموعهٔ کمدی‌های آلیس را به قیمت ۱۵۰۰ دلار بخرد و هر حلقهٔ فیلم را با دیزنی توزیع کند. والت دیزنی و برادرش روی دیزنی در همان سال شرکت پویانمایی برادران دیزنی را تشکیل دادند. پس از سرزمین عجایب آلیس، فیلم‌های انیمیشن بیشتری ساخته شدند. در ژانویهٔ ۱۹۲۶، با تکمیل استودیوی «دیزنی» در خیابان «هایپریون»، نام «شرکت انیمیشن برادران دیزنی» به «استودیوی والت دیزنی» تغییر یافت. پس از نابودی کمدی‌های آلیس، والت دیزنی یک مجموعهٔ کاملاً انیمیشنی با بازی یک شخصیت به نام اسوالد ساخت. وی اسوالد را خرگوش خوش‌شانس لقب داد. این مجموعه توسط «وینکلر پیکچرز» تولید و توسط یونیورسال پیکچرز توزیع شد. البته والت دیزنی تنها چند صد دلار درآمد از این کسب کرد. والت دیزنی ۲۷ مارک اسوالد را پیش از گمِ قرارداد در مارس ۱۹۲۸ تکمیل کرد، وقتی رئیس «وینکلر چارلز مینتز» چهار نفر از پویانماهای اصلی استودیوی والت دیزنی را استخدام کرد (به استثنای آب آیورکس) تا استودیوی انیمیشن خود را با نام «اسنوپی کامدیز» ایجاد کند.

### ۱۹۲۸–۱۹۳۴: میکی موس و سمفونی‌های احمقانه
در سال ۱۹۲۸، برای بهبودی از دست دادن «خرگوش خوش‌شانس»، «دیزنی» به ایدهٔ یک شخصیت موش به نام «مورتیمر» در حالی که در قطار به سمت کالیفرنیا می‌رفت، آمد و چند نقاشی ساده طراحی کرد. این موش سپس به «میکی موس» تغییر نام داد (همسر «دیزنی»، «لیلیان»، از صدای «موش مورتیمر» بدش آمد) و در چندین فیلم تولیدشده توسط «دیزنی» بازی کرد. «اوب ایورکز» طرح اولیهٔ «دیزنی» در مورد «میکی موس» را تصفیه کرد. نخستین فیلم صوتی «دیزنی» به‌نام «استیم‌بوت ویلی»، کارتونی با بازی «میکی»، در تاریخ ۱۸ نوامبر ۱۹۲۸ از طریق شرکت توزیع «پت پاور» منتشر شد. این نخستین کارتون صدای «میکی موس» بود که منتشر شد، اما سومین ساخته‌شده در پشت Plane Crazy و The Gallopin 'Gaucho بود. «استیم‌بوت ویلی» یک ضربهٔ فوری فوری بود و موفقیت اولیهٔ آن تنها به جذابیت «میکی» نسبت داده نشد. یک شخصیت، اما به این واقعیت که نخستین کارتونی بود که صدای هماهنگ داشت. «دیزنی» از سامانهٔ Cinephone Pat Powers استفاده کرد، که توسط Powers با استفاده از سامانهٔ Phonofilm «لی دو فارست» ایجاد شده بود. «استیم‌بوت ویلی» برای نخستین بار در تئاتر «کلونی» B. S. Moss در شهر نیویورک، تئاتر برادوی ارائه شد. سپس هواپیمای دیوانه Plane Crazy و The Gallopin 'Gaucho با قطعات صوتی هماهنگ مجهز شدند و با موفقیت در سال ۱۹۲۹ منتشر شدند.
«دیزنی» به تولید کارتون با «میکی موس» و شخصیت‌های دیگر ادامه داد و سریال Silly Symphony را با امضای «کلمبیا پیکچرز» به عنوان توزیع‌کنندهٔ Symphonies در اوت ۱۹۲۹ آغاز کرد. در سپتامبر ۱۹۲۹، مدیر تئاتر «هری وودین» اجازهٔ راه‌اندازی یک باشگاه «میکی موس» را درخواست کرد، که «والت» تصویب کرد. در ماه نوامبر، نوارهای کمیک آزمایشی به King Features ارسال شد، وی درخواست نمونه‌های دیگری را برای نشان دادن به ناشر، «ویلیام راندولف هرست» کرد. در ۱۶ دسامبر، مشارکت استودیوی «والت دیزنی» به عنوان شرکتی با نام Walt Disney Productions, Limited، با یک بخش تجاری - Walt Disney Enterprises، و دو شرکت تابعه - شرکت فیلم ضبط فیلم Disney , Limited، سازماندهی مجدد شد؛ و Liled Realty و شرکت سرمایه‌گذاری، برای دارایی‌های املاک و مستغلات. «والت» و همسرش ۶۰ درصد (۶۰۰۰ سهم) را در اختیار داشتند و «روی» ۴۰ درصد از سهام WD Productions را در اختیار داشت. در تاریخ ۳۰ دسامبر، King Features نخستین روزنامهٔ خود را به نام New York Mirror امضا کرد تا کمیک استریپ «میکی موس» را با اجازهٔ «والت» منتشر کند.
در سال ۱۹۳۲، «دیزنی» یک قرارداد انحصاری با Technicolor (تا پایان سال ۱۹۳۵) برای تولید کارتون‌های رنگی امضا کرد، این کار با «گل‌ها و درختان» آغاز شد (۱۹۳۲). «دیزنی» کارتون‌هایی را از طریق تصاویر مشهور «پاورز» (۱۹۳۰–۱۹۲۸)، کلمبیا پیکچرز (۱۹۳۰–۱۹۳۲) و «یونایتد آرتیستز» (۱۹۳۲–۱۹۳۷) منتشر کرد. محبوبیت سری «میکی موس» به «دیزنی» اجازه داد تا برای نخستین انیمیشن بلند خود برنامه‌ریزی کند. فیلم داستانی «والت» پیش از «میکی»، بر اساس کتاب «دایان» اثر «دیزنی میلر»، این لحظات را در تاریخ استودیو به نمایش می‌گذارد.

### ۱۹۳۴–۱۹۵۰: سفیدبرفی و هفت کوتوله، جنگ جهانی دوم و فیلم‌های بسته‌بندی شده

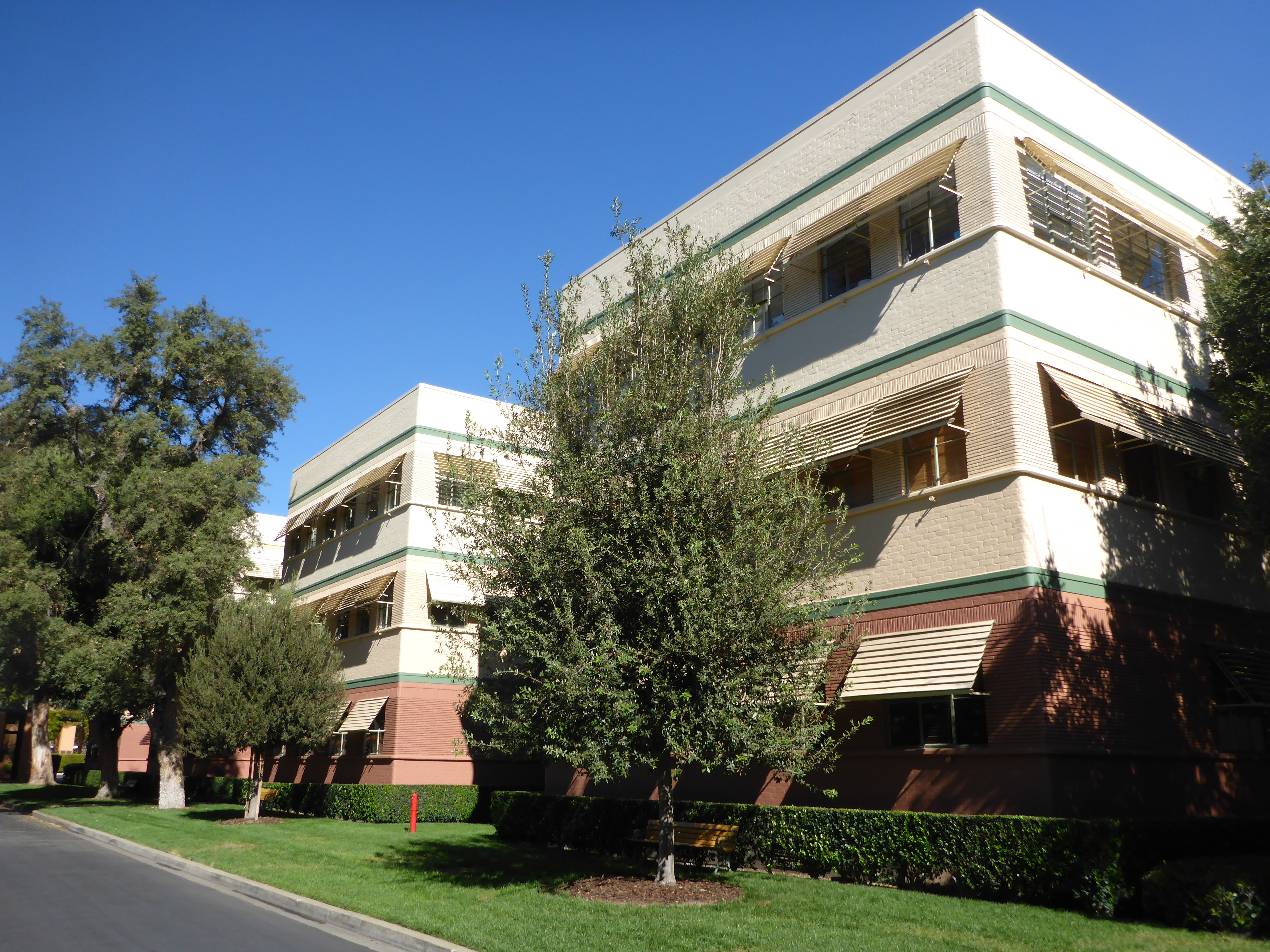
ساختمان اصلی انیمیشن در استودیوی والت دیزنی.

«دیزنی» تصمیم گرفت مرزهای انیمیشن را بیش از پیش فراتر بگذارد، تولید نخستین فیلم بلند انیمیشن خود را در سال ۱۹۳۴ آغاز کرد. سه سال طول می‌کشد تا به پایان برسد، «سفیدبرفی و هفت کوتوله»، در دسامبر ۱۹۳۷ به نمایش درآمد و تا سال ۱۹۳۹ به پردرآمدترین فیلم آن زمان تبدیل شد. «سفیدبرفی» از طریق RKO Radio Pictures، که توزیع محصول «دیزنی» را در ژوئیهٔ ۱۹۳۷، پس از تلاش هنرمندان متحد برای دستیابی به حقوق تلویزیونی شورت‌های «دیزنی» در آینده ، منتشر کرد. «دیزنی» با استفاده از سود «سفیدبرفی»، ساخت یک مجتمع استودیویی جدید با مساحت ۵۱ هکتار (۲۱۰٬۰۰۰ متر مربع) را در «بربانک»، کالیفرنیا تأمین کرد. استودیوی جدید «والت دیزنی»، که تا به امروز دفتر مرکزی این شرکت است، تا پایان سال ۱۹۳۹ تکمیل و برای تجارت آزاد بود. سال بعد در ۲ آوریل، تولیدات «والت دیزنی» عرضهٔ اولیهٔ خود را ارائه داد.
این استودیو به انتشار شورت و ویژگی‌های انیمیشن مانند «پینوکیو» (۱۹۴۰)، «فانتازیا» (۱۹)، «دامبو» (۱۹۴۱) و «بامبی» (۱۹۴۲) ادامه داد. پس از آغاز جنگ جهانی دوم، سود گیشه کاهش یافت. وقتی ایالات متحده پس از حمله به «پرل هاربر» وارد جنگ شد، بسیاری از انیماتورهای «دیزنی» به نیروهای مسلح اعزام شدند. دولت‌های ایالات متحده و کانادا این استودیو را مأمور تولید فیلم‌های آموزشی و تبلیغاتی کردند. تا سال ۱۹۴۲، ۹۰ درصد از ۵۵۰ کارمند آن در حال کار بر روی فیلم‌های مربوط به جنگ بودند. [۱۶] هدف فیلم‌هایی از جمله ویژگی پیروزی از طریق نیروی هوایی و آموزش کوتاه برای مرگ (هر دو ۱۹۴۳) برای افزایش پشتیبانی مردم از جنگ بود. حتی شخصیت‌های استودیو نیز به این تلاش پیوستند، زیرا «دانلد داک» در شماری از فیلم‌های کوتاه تبلیغاتی خنده‌دار ظاهر شد، از جمله چهرهٔ برندهٔ جایزهٔ اسکار چهرهٔ پیشوا (۱۹۴۳).
با کارمندان محدود و سرمایهٔ عملیاتی اندک در طول جنگ و پس از آن، فیلم‌های سینمایی «دیزنی» در بیشتر دهه‌های ۱۹۴۰ «فیلم‌های بسته‌ای» یا مجموعه‌های کوتاه، مانند «سه کابالرو» (۱۹۴۴) و «زمان ملودی» (۱۹۴۸) بودند که عملکرد ضعیفی داشتند. در گیشه در همان زمان، استودیو تولید فیلم‌های زنده و مستند را آغاز کرد. «ترانه جنوب» (۱۹۴۶) و So Dear to My Heart (1948) دارای بخش‌های متحرک بودند، در حالی که مجموعه‌های True-Life Adventures، شامل فیلم‌هایی مانند Seal Island (1948) و «چمن‌زار محو» (۱۹۵۴) نیز محبوب بودند. هشت فیلم از این مجموعه، برندهٔ جوایز اسکار شدند.

### ۱۹۵۰–۱۹۶۶: مرگ تلویزیون، دیزنی‌لند و والت دیزنی
انتشار «سیندرلا» در سال ۱۹۵۰ ثابت کرد که انیمیشن بلند همچنان می‌تواند در بازار موفق باشد. از دیگر اکران‌های این دوره می‌توان به «آلیس در سرزمین عجایب» (۱۹۵۱) و «پیتر پن» (۱۹۵۳) اشاره کرد که هر دو پیش از آغاز جنگ در مرحلهٔ تولید بودند و نخستین ویژگی اکشن زندهٔ «دیزنی»، «جزیرهٔ گنج» (۱۹۵۰). از دیگر فیلم‌های زنده و درخشان اکشن «دیزنی» می‌توان به داستان «رابین هود» و «مردان مری او» (۱۹۵۲)، «شمشیر و گل سرخ» (۱۹۵۳) و «۲۰۰۰۰ لیگ زیر دریا» (۱۹۵۴) اشاره کرد. «دیزنی» قرارداد توزیع خود با RKO را در سال ۱۹۵۳ پایان داد و بازوی توزیع خود را به نام Buena Vista Distribution تشکیل داد.

والت دیزنی در مراسم افتتاحیه دیزنی‌لند در ژوئیه ۱۹۵۵.

در دسامبر ۱۹۵۰، تولیدات «والت دیزنی» و شرکت کوکاکولا برای نخستین فعالیت «دیزنی» در تلویزیون، شبکهٔ تلویزیونی NBC ویژهٔ یک ساعت در سرزمین عجایب، با هم همکاری کردند. در اکتبر ۱۹۵۴، شبکهٔ ABC نخستین مجموعهٔ تلویزیونی منظم «دیزنی» را راه‌اندازی کرد. در سال ۱۹۵۴، «والت دیزنی» از سری «دیزنی‌لند» خود برای رونمایی از آنچه که به «دیزنی‌لند» تبدیل خواهد شد، استفاده کرد، ایده‌ای که ناشی از میل به جایی بود که والدین و فرزندان بتوانند هم‌زمان از آن لذت ببرند. در ۱۸ ژوئیه ۱۹۵۵، «والت دیزنی»، «دیزنی‌لند» را برای عموم مردم باز کرد. در ۱۷ ژوئیه ۱۹۵۵، «دیزنی‌لند» با پخش مستقیم تلویزیونی به میزبانی «رابرت کامینگز»، «آرت لینکلتر» و «رونالد ریگان» پیش‌نمایش شد. پس از یک آغاز متزلزل، «دیزنی‌لند» به رشد و جذب بازدیدکنندگان از سراسر کشور و سراسر جهان ادامه داد. یک توسعهٔ بزرگ در سال ۱۹۵۹ شامل اضافه‌شدن نخستین سامانهٔ مونوریل آمریکا شد. برای نمایشگاه جهانی نیویورک در سال ۱۹۶۴، «دیزنی» چهار جاذبهٔ جداگانه برای حامیان مالی مختلف تهیه کرد که هرکدام به شکل دیگری به «دیزنی‌لند» راه می‌یافتند. در این مدت، «والت دیزنی» همچنین به‌طور مخفیانه سایت‌های جدیدی را برای دومین پارک موضوعی «دیزنی» جستجو می‌کرد. در نوامبر ۱۹۶۵، «دنیای دیزنی» با برنامه‌ریزی برای پارک‌های موضوعی، هتل‌ها و حتی یک شهر نمونه در هزاران هکتار زمین خریداری شده در خارج از اورلاندو، فلوریدا، اعلام شد.
«دیزنی» در طول دههٔ ۱۹۵۰ تمرکز اسشمارهای خود را بر روی تلویزیون ادامه داد. پس از ظهر هفته تلویزیون برنامهٔ تلویزیونی کودکانه The Mickey Mouse Club، با نام "Mouseketeers" جوان، برای نخستین بار در سال ۱۹۵۵ با موفقیت بزرگ به نمایش درآمد، همان‌طور که مینی‌سریال Davy Crockett، با بازی Fess Parker و پخش آن در نمایشنامهٔ گلچین «دیزنی‌لند». دو سال بعد، سریال Zorro به همان محبوبیت مشهور شد و برای دو فصل در ABC اجرا شد. علی‌رغم چنین موفقیتی، تولیدات «والت دیزنی» در دههٔ ۱۹۶۰ سرمایه‌گذاری کمی در فعالیت‌های تلویزیونی انجام داد، به استثنای مجموعه‌های طولانی‌مدت گلچین، که سپس به‌عنوان «جهان شگفت‌انگیز دیزنی» شناخته شد.
استودیوهای فیلم‌سازی «دیزنی» نیز در این مدت، سالانه به‌طور میانگین مشغول پنج یا شش اکران بودند. در حالی که تولید شلوارک در طول دهه‌های ۱۹۵۰ و ۱۹۶۰ به‌طور قابل توجهی کند شد، این استودیو شماری از ویژگی‌های محبوب انیمیشن را منتشر کرد، مانند «بانو و ولگرد» (۱۹۵۵)، «زیبای خفته» (۱۹۵۹) و «صد و یک سگ خالدار «(۱۹۶۱)، که معرفی فرایند زیروگرافی جدید برای انتقال نقاشی‌ها به سلول‌های انیمیشن بودند. نسخه‌های زندهٔ «دیزنی» در ژانرهای مختلف از جمله داستان‌های تاریخی (جانی ترمین، ۱۹۵۷)، اقتباس از کتاب‌های کودکان (Pollyanna، ۱۹۶۰) و کمدی‌های مدرن (The Shaggy Dog، ۱۹۵۹) پخش شد. موفق‌ترین فیلم دههٔ ۱۹۶۰ «دیزنی» اقتباس موسیقی زنده / اکشن متحرک از «مری پاپینز» Mary Poppins بود که یکی از پردرآمدترین فیلم‌های تاریخ بود و پنج جایزهٔ اسکار از جمله جایزهٔ اسکار بهترین بازیگر نقش اول زن برای «جولی اندروز» و جایزهٔ اسکار بهترین ترانه برای «برادران شرمن». گروه طراحی و معماری پارک موضوعی چنان در عملیات استودیوی «دیزنی» یکپارچه بود که استودیو آن را در ۵ فوریه ۱۹۶۵ با نام WED Enterprises خریداری کرد.
در ۱۵ دسامبر ۱۹۶۶، «والت دیزنی» در اثر عوارض مربوط به سرطان ریه درگذشت، که پایان دوره‌ای برای شرکت بود.

### ۲۰۰۵–۲۰۲۰: رهبری و گسترش شرکت باب ایگر

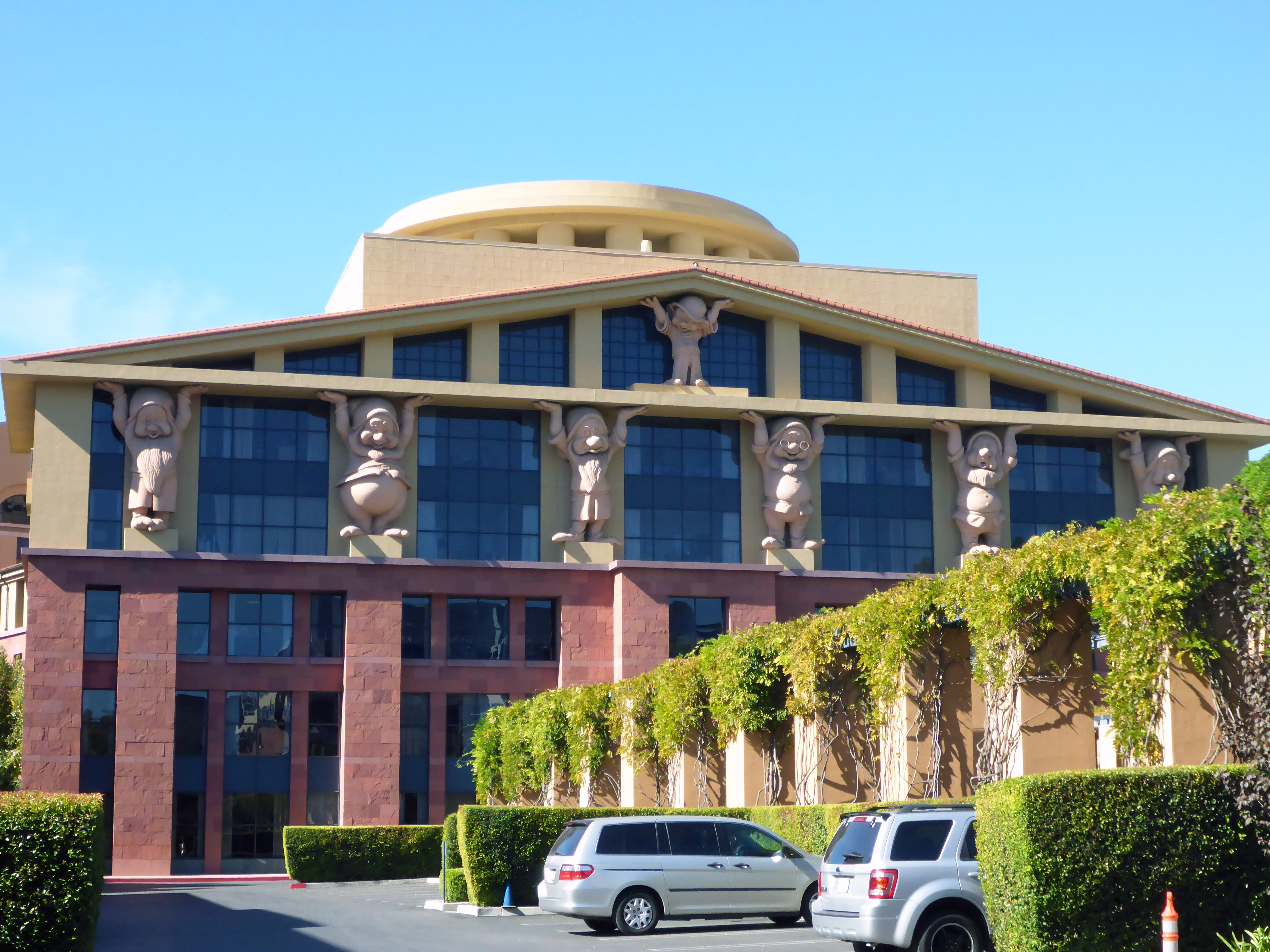
تیم دیزنی بوربانک، که دفاتر مدیرعامل دیزنی و چندین مقام ارشد شرکت دیگر را در خود جای داده‌است.

در اول اکتبر ۲۰۰۵، «باب ایگر» جانشین «آیزنر» به‌عنوان مدیرعامل دیزنی شد. در تاریخ ۴ نوامبر، استودیو انیمیشن والت دیزنی جوجه کوچولو (فیلم ۲۰۰۵)، نخستین فیلم این شرکت با استفاده از انیمیشن سه بعدی، را منتشر کرد. در ۲۳ ژانویه ۲۰۰۶، اعلام شد که «دیزنی»، «پیکسار» را در معاملات سهام با ارزش ۷٫۴ میلیارد دلار خریداری خواهد کرد. این معامله در تاریخ ۵ مه نهایی شد. «استیو جابز»، که مدیرعامل «پیکسار» بود و ۵۰٫۱٪ سهام مالکیت شرکت را در اختیار داشت، به عنوان بزرگ‌ترین سهام‌دار شخصی خود با ۷ درصد سهام به هیئت مدیرهٔ «دیزنی» منتقل شد. Ed Catmull مسؤلیت ریاست استودیوی انیمیشن «پیکسار» Pixar را بر عهده گرفت. «جان»، مدیر اجرایی پیشین «پیکسار»؛ «جان لستر»، مدیر ارشد خلاقیت استودیوی انیمیشن «والت دیزنی»، استودیوی «دیزنی توون»، و استودیوی انیمیشن پیکسار و همچنین مسؤول نقش مشاور اصلی خلاقیت در «والت دیزنی» تصور شد.
در فوریه ۲۰۰۶، «دیزنی» به عنوان بخشی از مبادلهٔ دارایی‌های جزئی، حق «اسوالد»، خرگوش خوش‌شانس را از NBC Universal (شامل مالکیت معنوی شخصیت و ۲۷ کارتون «اسوالد» تولیدشده توسط «والت دیزنی») به دست آورد. در عوض، «دیزنی» مدیر ورزشی Al Michaels را از قرارداد خود با ABC Sports و ESPN آزاد کرد، بنابراین او می‌تواند برای NFL جدید فوتبال یکشنبه شب NBC به NBC Sports و شریک دیرینه خود John Madden ملحق شود. در آوریل ۲۰۰۷، به عنوان بخشی از تلاش‌ها برای راه‌اندازی مجدد بخش، شرکت هلدینگ Muppets از Disney Consumer Products به بخش Studios Walt Disney منتقل شد و به The Muppets Studio تغییر نام داد. در فوریه ۲۰۰۷، این شرکت به نقض حقوق بشر در مورد شرایط کار در کارخانه‌هایی که کالاهای خود را تولید می‌کنند متهم شد. در تاریخ ۳۱ اوت ۲۰۰۹، «دیزنی» در معامله‌ای که در ۳۱ دسامبر ۲۰۰۹ انجام شد، معامله‌ای را برای خرید Marvel Entertainment به مبلغ ۴٫۲۴ میلیارد دلار اعلام کرد.
مدیر برجسته Roy E. Disney در ۱۶ دسامبر ۲۰۰۹ بر اثر سرطان معده درگذشت. هنگام مرگ، او تقریباً ۱ درصد از کل «دیزنی» را در اختیار داشت که بالغ بر ۱۶ میلیون سهام بود. وی واپسین عضو خانوادهٔ «دیزنی» بود که به‌طور فعال در شرکت مشارکت داشت. [۵۸] در اکتبر ۲۰۰۹، «ریچ راس»، رئیس کانال «دیزنی»، استخدام‌شده توسط «ایگر»، جایگزین «دیک کوک» به عنوان رئیس شرکت شد و در نوامبر، تغییر ساختار شرکت را برای تمرکز بیشتر روی محصولات دوست‌دار خانواده آغاز کرد. سپس در ژانویه ۲۰۱۰، «دیزنی» پس از کوچک‌سازی Touchstone تصمیم گرفت Miramax را تعطیل کند، اما یک ماه بعد، آن‌ها در عوض فروش مارک Miramax و کتابخانه فیلم ۷۰۰ عنوان آن را به Filmyard Holdings آغاز کردند. در ماه مارس، ImageMovers Digital، که «دیزنی» به عنوان استودیوی سرمایه‌گذاری مشترک با «رابرت زمکیس» در سال ۲۰۰۷ تأسیس کرده بود، تعطیل شد. در آوریل ۲۰۱۰، خیابان «لیریک»، برچسب موسیقی کانتری «دیزنی» در «نشویل»، تعطیل شد. ماه بعد، «هایم صبان» امتیاز Power Rangers، از جمله کتابخانهٔ ۷۰۰ قسمتی آن را به دست آورد. [۵۹] در سپتامبر ۲۰۱۲، Saban دوباره حق «دیجیمون» را به دست آورد که مانند Power Rangers بخشی از کتابخانهٔ Fox Kids بود که «دیزنی» در سال ۲۰۰۱ خریداری کرد. در ژانویه ۲۰۱۱، استودیوی تعاملی «دیزنی» کوچک شد.
در آوریل ۲۰۱۱، «دیزنی» در استراحتگاه دیزنی شانگهای زمین را شکست. این استراحتگاه با هزینه ۴٫۴ میلیارد دلار، در ۱۶ ژوئن ۲۰۱۶ افتتاح شد. سپس، در اوت ۲۰۱۱، باب ایگر در یک کنفرانس گفت که پس از موفقیت در خریدهای پیکسار و مارول، او و شرکت والت دیزنی به دنبال «خرید شخصیت‌های جدید یا مشاغل قادر به ایجاد شخصیت‌های بزرگ و داستان‌های عالی هستند» سپس، در اوایل فوریه ۲۰۱۲، دیزنی خرید ارتباطات نرم‌افزاری UTV را به پایان رساند و بازار آن‌ها را به هند و آسیا گسترش داد. در تاریخ ۳۰ اکتبر ۲۰۱۲، دیزنی اعلام کرد قصد دارد لوکاس فیلم را در معامله ای به ارزش ۴٫۰۵ میلیارد دلار خریداری کند. دیزنی اعلام کرد قصد دارد از حق امتیاز Star Wars در بخشهای خود استفاده کند و قصد دارد قسمت هفتم فیلم اصلی را برای اکران در سال ۲۰۱۵ تولید کند. فروش در ۲۱ دسامبر ۲۰۱۲ به پایان رسید. در ۲۴ مارس ۲۰۱۴، دیزنی استودیوی Maker، یک شبکه چند کاناله فعال در YouTube را به مبلغ ۵۰۰ میلیون دلار خریداری کرد. این شرکت سپس در مه ۲۰۱۷ به سرمایه‌گذاری جدیدی موسوم به شبکه دیجیتال دیزنی تبدیل شد.
در ۵ فوریه ۲۰۱۵، اعلام شد که تام استاگز به مدیر ارشد عملیاتی ارتقا یافته‌است. در تاریخ ۴ آوریل ۲۰۱۶، دیزنی اعلام کرد که استاگس و شرکت به‌طور متقابل توافق کرده‌اند که از ماه مه ۲۰۱۶، و پایان کار ۲۶ ساله خود با این شرکت، راه‌های جدا شدن را داشته باشند. در اوت ۲۰۱۶، دیزنی ۳۳ درصد از سهام BAMTech را به دست آورد، یک ارائه دهنده رسانه جریان از بخش رسانه‌های لیگ برتر بیس بال. این شرکت اعلام کرد قصد دارد در نهایت از زیرساختهای خود برای خدمات فوق‌العاده ESPN استفاده کند.
در سپتامبر ۲۰۱۶، دیزنی خرید خبر آنلاین و سرویس شبکه‌های اجتماعی آمریکایی توییتر را در نظر گرفت اما بخشی از آن‌ها به دلیل نگرانی در مورد سوءاستفاده و آزار و اذیت این سرویس کنار گذاشته شد.
در ۲۳ مارس ۲۰۱۷، دیزنی اعلام کرد که ایگر با تمدید یک سال مسئولیت مدیرعاملی خود تا ۲ ژوئیه ۲۰۱۹ موافقت کرده‌است و توافق کرده‌است که پس از کناره‌گیری به مدت سه سال به عنوان مشاور در این شرکت بماند. در اوت ۲۰۱۷، دیزنی اعلام کرد که از گزینه ای برای افزایش سهم خود در BAMTech به ۷۵ درصد استفاده کرده‌است و یک سرویس اشتراک ویدیوی درخواستی با محتوای سرگرمی خود را در سال ۲۰۱۹ راه اندازی می‌کند، که جایگزین Netflix به عنوان دارنده حق اشتراک VOD خواهد شد از همه فیلم‌های نمایشی دیزنی منتشر شده‌است. در نوامبر سال ۲۰۱۷، لاستر اعلام کرد که پس از اعتراف به «گامهای اشتباه» در رفتار خود با کارمندان در یادداشتی برای کارمندان، شش ماه از Pixar و Disney Animation مرخصی می‌گیرد. طبق اخبار مختلف خبری، لاستر پیشینه سو alleged رفتار جنسی با کارمندان را داشته‌است.

### ۲۰۲۰ تا کنون: تغییر رهبری و بیماری همه گیر COVID-19
در تاریخ ۲۵ فوریه سال ۲۰۲۰، دیزنی باب چپک را به عنوان مدیرعامل برای جانشینی ایگر منصوب کرد، بلافاصله قابل اجرا. ایگر نقش رئیس اجرایی را بر عهده گرفت، که تحت آن مسئولیت سمت خلاق شرکت را بر عهده داشت و در عین حال به کار خود به عنوان رئیس هیئت مدیره در دوره انتقال تا سال ۲۰۲۱ ادامه داد.
در آوریل ۲۰۲۰، ایگر وظایف عملیاتی شرکت را به عنوان رئیس اجرایی برای کمک به شرکت در طی بیماری همه گیر COVID-19 از سر گرفت و چاپک به هیئت مدیره منصوب شد. همچنین در ماه، این شرکت اعلام کرد که در پاسخ به رکود اقتصادی COVID-19 - بیش از ۱۰۰۰۰۰ کارمند ("اعضای بازیگر") در پارک‌ها، تجربیات و محصولات دیزنی حقوق خود را به حالت تعلیق درمی‌آورد - گزارش می‌شود که پس‌انداز ماهانه ۵۰۰ میلیون دلار برای شرکت - در حالی که همچنان به ارائه مزایای مراقبت‌های بهداشتی کامل. گزارش شده‌است که کارکنان در ایالات متحده و فرانسه تحت تأثیر قرار گرفته و تشویق شده‌اند که درخواست حمایت دولت کنند.
به دلیل تعطیلی پارک‌های دیزنی در طی بیماری همه گیر COVID-19، دیزنی با افت ۶۳ درصدی درآمد سه‌ماهه دوم مالی سال ۲۰۲۰ روبرو شد که منجر به ضرر ۱٫۴ میلیارد دلاری این شرکت شد. علاوه بر این، بخش پارکها، تجربیات و محصولات با از دست دادن ۱ میلیارد دلار درآمد مواجه شد. در سپتامبر سال ۲۰۲۰، این شرکت اعلام کرد که ۲۸۰۰۰ کارمند خود را در فلوریدا و کالیفرنیا اخراج خواهد کرد. به گفته رئیس پارک دیزنی، جاش د آمارو، "ما در ابتدا امیدوار بودیم که این وضعیت کوتاه مدت شود و ما به سرعت بهبود یابیم و به حالت عادی برگردیم. هفت ماه بعد، متوجه شدیم که چنین چیزی وجود ندارد و احتمالاً تا مدت‌ها با این همه‌گیری درگیر خواهیم بود و چشم‌انداز روشنی متصور نیستیم. به گفته دآمارو، دو سوم از کارکنان اخراج شده کارگران نیمه وقت بودند.

## اطلاعات مالی

### درآمدها
| سال    | استودیوهای والت دیزنی | محصولات مشتریان دیزنی | رسانه‌های تعاملی دیزنی | پارک‌های دیزنی | رسانه‌های دیزنی | جمع کل | منبع                 |
| ------ | --------------------- | --------------------- | --------------------- | ------------- | -------------- | ------ | -------------------- |
| ۱۹۹۱   | ۲٬۵۹۳٫۰               | ۷۲۴                   |                       | ۲٬۷۹۴٫۰       |                | ۶٬۱۱۱  | [ ۵۲ ]               |
| ۱۹۹۲   | ۳٬۱۱۵                 | ۱٬۰۸۱                 |                       | ۳٬۳۰۶         |                | ۷٬۵۰۲  | [ ۵۲ ]               |
| ۱۹۹۳   | ۳٬۶۷۳٫۴               | ۱٬۴۱۵٫۱               |                       | ۳٬۴۴۰٫۷       |                | ۸٬۵۲۹  | [ ۵۲ ]               |
| ۱۹۹۴   | ۴٬۷۹۳                 | ۱٬۷۹۸٫۲               |                       | ۳٬۴۶۳٫۶       | ۳۵۹            | ۱۰٬۴۱۴ | [ ۵۳ ] [ ۵۴ ] [ ۵۵ ] |
| ۱۹۹۵   | ۶٬۰۰۱٫۵               | ۲٬۱۵۰                 |                       | ۳٬۹۵۹٫۸       | ۴۱۴            | ۱۲٬۵۲۵ | [ ۵۳ ] [ ۵۴ ] [ ۵۵ ] |
| ۱۹۹۶   | ۱۰٫۰۹۵                | ۱۰٫۰۹۵                |                       | ۴٬۵۰۲         | ۴٫۱۴۲          | ۱۸٬۷۳۹ | [ ۵۴ ] [ ۵۶ ]        |
| ۱۹۹۷   | ۶٬۹۸۱                 | ۳٬۷۸۲                 | ۱۷۴                   | ۵٬۰۱۴         | ۶٬۵۲۲          | ۲۲٬۴۷۳ | [ ۵۷ ]               |
| ۱۹۹۸   | ۶٬۸۴۹                 | ۳٬۱۹۳                 | ۲۶۰                   | ۵٬۵۳۲         | ۷٬۱۴۲          | ۲۲٬۹۷۶ | [ ۵۷ ]               |
| ۱۹۹۹   | ۶٬۵۴۸                 | ۳٬۰۳۰                 | ۲۰۶                   | ۶٬۱۰۶         | ۷٬۵۱۲          | ۲۳٬۴۳۵ | [ ۵۷ ]               |
| ۲۰۰۰   | ۵٬۹۹۴                 | ۲٬۶۰۲                 | ۳۶۸                   | ۶٬۸۰۳         | ۹٬۶۱۵          | ۲۵٬۴۰۲ | [ ۵۸ ]               |
| ۲۰۰۱   | ۷٬۰۰۴                 | ۲٬۵۹۰                 |                       | ۶٬۰۰۹         | ۹٬۵۶۹          | ۲۵٬۷۹۰ | [ ۵۹ ]               |
| ۲۰۰۲   | ۶٬۴۶۵                 | ۲٬۴۴۰                 |                       | ۶٬۶۹۱         | ۹٬۷۳۳          | ۲۵٬۳۶۰ | [ ۵۹ ]               |
| ۲۰۰۳   | ۷٬۳۶۴                 | ۲٬۳۴۴                 |                       | ۶٬۴۱۲         | ۱۰٬۹۴۱         | ۲۷٬۰۶۱ | [ ۶۰ ]               |
| ۲۰۰۴   | ۸٬۷۱۳                 | ۲٬۵۱۱                 |                       | ۷٬۷۵۰         | ۱۱٬۷۷۸         | ۳۰٬۷۵۲ | [ ۶۰ ]               |
| ۲۰۰۵   | ۷٬۵۸۷                 | ۲٬۱۲۷                 |                       | ۹٬۰۲۳         | ۱۳٬۲۰۷         | ۳۱٬۹۴۴ | [ ۶۱ ]               |
| ۲۰۰۶   | ۷٬۵۲۹                 | ۲٬۱۹۳                 |                       | ۹٬۹۲۵         | ۱۴٬۳۶۸         | ۳۴٬۲۸۵ | [ ۶۱ ]               |
| ۲۰۰۷   | ۷٬۴۹۱                 | ۲٬۳۴۷                 |                       | ۱۰٬۶۲۶        | ۱۵٬۰۴۶         | ۳۵٬۵۱۰ | [ ۶۲ ]               |
| ۲۰۰۸   | ۷٬۳۴۸                 | ۲٬۴۱۵                 | ۷۱۹                   | ۱۱٬۵۰۴        | ۱۵٬۸۵۷         | ۳۷٬۸۴۳ | [ ۶۳ ]               |
| ۲۰۰۹   | ۶٬۱۳۶                 | ۲٬۴۲۵                 | ۷۱۲                   | ۱۰٬۶۶۷        | ۱۶٬۲۰۹         | ۳۶٬۱۴۹ | [ ۶۴ ]               |
| ۲۰۱۰   | ۶٬۷۰۱                 | ۲٬۶۷۸                 | ۷۶۱                   | ۱۰٬۷۶۱        | ۱۷٬۱۶۲         | ۳۸٬۰۶۳ | [ ۶۵ ]               |
| ۲۰۱۱   | ۶٬۳۵۱                 | ۳٬۰۴۹                 | ۹۸۲                   | ۱۱٬۷۹۷        | ۱۸٬۷۱۴         | ۴۰٬۸۹۳ | [ ۶۶ ]               |
| ۲ ۲۳ ر | ۵٬۸۲۵                 | ۳٬۲۵۲                 | ۸۴۵                   | ۱۲٬۹۲۰        | ۱۹٬۴۳۶         | ۴۲٬۲۷۸ | [ ۶۷ ]               |
| ۲۰۱۳   | ۵٬۹۷۹                 | ۳٬۵۵۵                 | ۱٬۰۶۴                 | ۱۴٬۰۸۷        | ۲۰٬۳۵۶         | ۴۵٬۰۴۱ | [ ۶۸ ]               |
| ۲۰۱۴   | ۷٬۲۷۸                 | ۳٬۹۸۵                 | ۱٬۲۹۹                 | ۱۵٬۰۹۹        | ۲۱٬۱۵۲         | ۴۸٬۸۱۳ | [ ۶۹ ]               |
| ۲۰۱۵   | ۷٬۳۶۶                 | ۴٬۴۹۹                 | ۱٬۱۷۴                 | ۱۶٬۱۶۲        | ۲۳٬۲۶۴         | ۵۲٬۴۶۵ | [ ۷۰ ]               |
| ۲۰۱۶   | ۹٬۴۴۱                 | ۵٬۵۲۸                 | ۵٬۵۲۸                 | ۱۶٬۹۷۴        | ۲۳٬۶۸۹         | ۵۵٬۶۳۲ | [ ۷۱ ]               |
| ۲۰۱۷   | ۸٬۳۷۹                 | ۴٬۸۳۳                 | ۴٬۸۳۳                 | ۱۸٬۴۱۵        | ۲۳٬۵۱۰         | ۵۵٬۱۳۷ | [ ۷۲ ]               |
| ۲۰۱۸   | ۹٬۹۸۷                 | ۴٬۶۵۱                 | ۴٬۶۵۱                 | ۲۰٬۲۹۶        | ۲۴٬۵۰۰         | ۵۹٬۴۳۴ | [ ۷۳ ]               |

| سال  | استودیوهای والت دیزنی | والت دیزنی دایرکت-تو-کانسومر | دیزنی پارکس | شبکه‌های رسانه‌ای | جمع    | منبع   |
| ---- | --------------------- | ---------------------------- | ----------- | --------------- | ------ | ------ |
| ۲۰۱۸ | ۱۰٬۰۶۵                | ۳٬۴۱۴                        | ۲۴٬۷۰۱      | ۲۱,۹۲۲          | ۵۹,۴۳۴ | [ ۷۴ ] |
| ۲۰۱۹ | ۱۱٬۱۲۷                | ۹٬۳۴۹                        | ۲۶٬۲۲۵      | ۲۴٬۸۲۷          | ۶۹٬۵۷۰ | [ ۷۵ ] |
| ۲۰۲۰ | ۹٬۶۳۶                 | ۱۶٬۹۶۷                       | ۱۶٬۵۰۲      | ۲۸٬۳۹۳          | ۶۵٬۳۸۸ | [ ۷۶ ] |